# Alphonse Rivier
Alphonse Pierre Octave Rivier (Lausanne, 9 november 1835 - Brussel, 21 juli 1898) was een Zwitsers jurist, hoogleraar en rechtshistoricus die ook in België actief was.

## Biografie
Alphonse Rivier was een zoon van Jacques François Théodore Rivier, die lid was van de Grote Raad van Vaud. Hij was een broer van Louis Rivier, schoonbroer van Ludwig Rudolf von Fellenberg, achterneef van Hélène Rivier en een achterkleinzoon van Étienne Clavière. Rivier was vrijgezel.
Aanvankelijk studeerde Rivier letteren in Genève. Vervolgens studeerde hij rechten in Lausanne en in Berlijn, waar hij in 1858 zijn doctoraat behaalde. Hij vervolledigde nadien zijn juridische opleiding in Parijs. In 1862 verkreeg hij aan de Universiteit van Bern zijn habilitatie en werd hij privaatdocent aan deze universiteit. Kort nadien, in 1863, werd hij er buitengewoon hoogleraar in Romeins recht en Frans recht. Enkele jaren later, in 1867, maakte Rivier vervolgens de overstap naar de Université libre de Bruxelles (ULB) in België. In Brussel vertegenwoordigde hij bovendien vanaf 1886 zijn vaderland Zwitserland als consul-generaal.
Als gewoon hoogleraar was Rivier vooral gespecialiseerd in Romeins recht en volkenrecht. Van 1878 tot 1885 was Rivier opsteller van zes edities van het jaarboek van het in 1873 in Gent opgerichte Institut de Droit International, een instelling waarvan hij van 1878 tot 1887 secretaris-generaal was en van 1888 tot 1891 voorzitter was. In dezelfde periode was hij hoofdredacteur van het juridische tijdschrift Revue de droit international et de législation comparée. Zelf schreef hij ook vele bijdragen in juridische tijdschriften en verzamelwerken. Zijn belangrijkste werk was Principes du droit des gens dat uitkwam in 1896.
Rivier overleed in Brussel in 1898 op 62-jarige leeftijd. Zijn opvolger als professor aan de ULB was Ernest Nys.

## Werken
- De discrimine quod inter regulam catonianam et eam quae lege 29 de R. J. continetur juris antiqui regulam interest, Berlijn, Schade, 1858.
- Untersuchungen über die cautio praedibus praediisque, Berlijn, Springer, 1863.
- Le Royaume de Danemark et les Duchés-Unis, 1864.
- Introduction historique au droit romain. Manuel-programme pour sevoir aux cours universitaires et à l'étude privée, Brussel, 1871, 1881.
- Traité élémentaire des successions à cause de mort en droit romain, Brussel, 1878.
- Claude Chansonnette, jurisconsulte messin, et ses lettres inédites, Brussel, 1878.
- Éléments de droit international privé ou du conflit des lois, Parijs, 1884 (Franse vertaling van een Nederlands werk van Tobias Asser).
- Introduction au droit des gens, Brussel, 1888, uitgegeven in het Duits als Handbuch des Völkerrechts, Hamburg, 1888 (samen met Franz von Holtzendorff).
- Programme d'un cours du droit des gens, Brussel, 1889.
- Principes du droit des gens, Parijs, 1889, uitgegeven in het Duits als Lehrbuch des Völkerrechts, Stuttgart, 1889.
- Précis du droit de famille romain, 1891.